# Federico Viviani (1981)
Federico Viviani (Pisa, 19 ottobre 1981) è un allenatore di calcio ed ex calciatore italiano, di ruolo difensore.

## Carriera

### Giocatore
Cresciuto nel Pisa, club della sua città, ha debuttato in prima squadra nella Serie C2 1998-1999 culminata nella vittoria del campionato da parte del club; nelle due stagioni successive continua a militare nella formazione Primavera nerazzurra.
Nel 2001 passa al Cascina dove gioca per due stagioni da titolare in Serie D. Nel 2003 si trasferisce alla Sansovino dove disputa tre stagioni in Serie C2.
Nel 2006 viene acquistato dall'Arezzo, che lo cede in prestito alla Juve Stabia per la prima parte della stagione, e nuovamente alla Sansovino da gennaio 2007 fino al giugno successivo. Durante l'estate di quell'anno passa al Lanciano in Serie C1.
Nel gennaio 2008 torna al Pisa dove debutta in Serie B, categoria nella quale la stagione successiva gioca da titolare al centro della difesa. In quest'ultimo campionato Viviani realizza il suo maggior numero di reti in carriera con 4 gol, fra cui la rete del definitivo 2-1 nel derby vinto contro il Livorno il 14 febbraio 2009. La stagione si concluderà con la retrocessione ed il fallimento del sodalizio nerazzurro e Viviani, rimasto svincolato, si trasferisce al Taranto dove gioca fino al gennaio 2010. In seguito passa al Crotone disputando un'altra stagione e mezza in Serie B.
Nell'estate del 2011 si trasferisce all'Alessandria in Lega Pro Seconda Divisione, dove nella sua prima stagione disputa 14 partite segnando una rete. Rimane in Piemonte per un'altra stagione e per parte del campionato 2013-2014, svincolandosi poi a metà stagione.
Il 31 luglio 2014 raggiunge l'accordo con la Colligiana in Serie D; nel dicembre dello stesso anno si trasferisce alla Castiglionese, in Eccellenza Toscana.

### Allenatore
Dal 2016 allena gli Allievi provinciali della Sansovino, nel dicembre dello stesso anno viene promosso allenatore della prima squadra in Eccellenza Toscana. Successivamente passa ad allenare gli Allievi B della stessa formazione arancioblu.

## Palmarès

### Club

#### Competizioni nazionali
- Campionato italiano Serie C2: 1

Pisa: 1998-1999
- Coppa Italia Serie C: 1

Pisa: 1999-2000